# Dreifaltigkeitskirche (Skoczów)

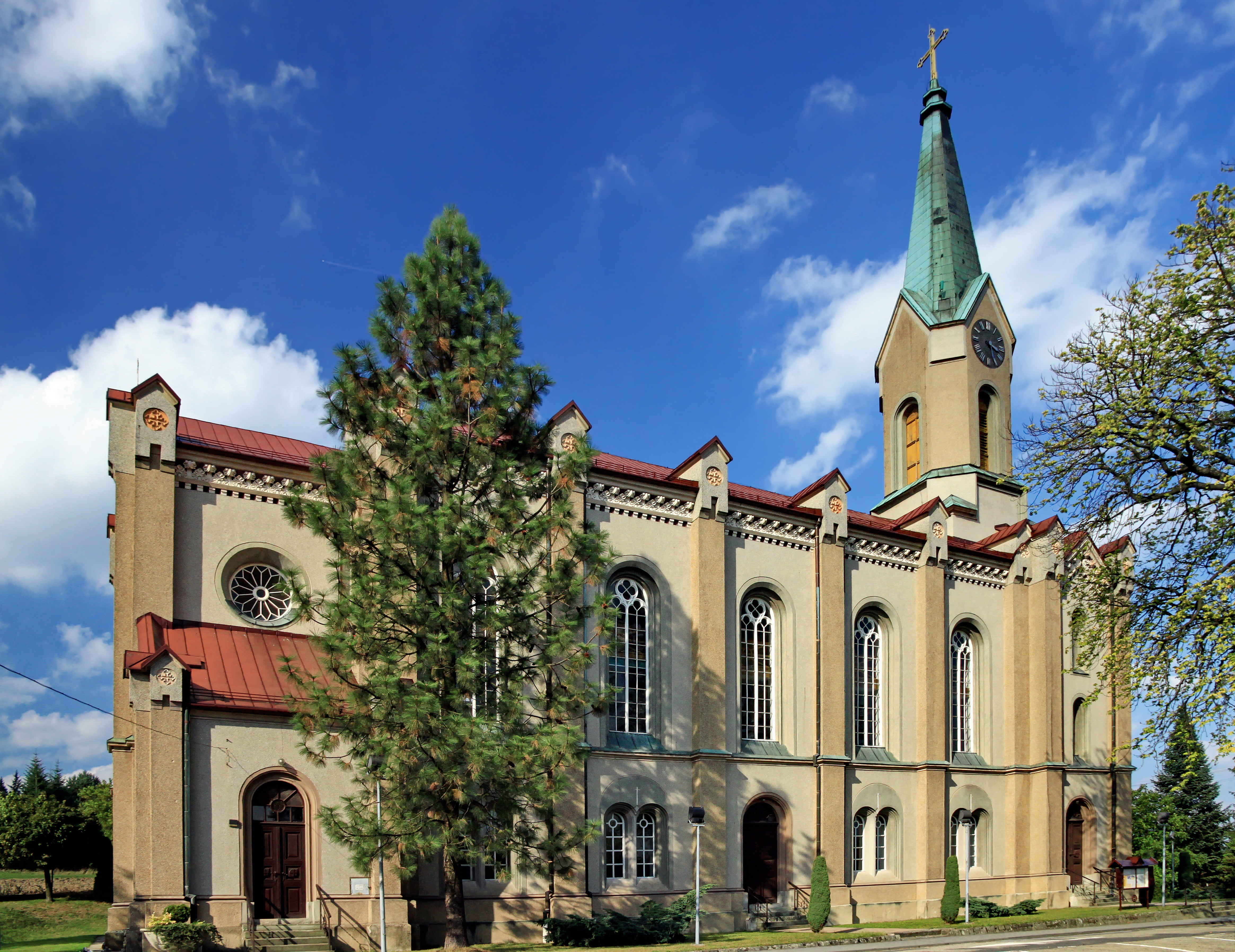
Dreifaltigkeitskirche Skotschau

Die Dreifaltigkeitskirche (polnisch Kościół Świętej Trójcy) ist die evangelisch-lutherische Gemeindekirche von Skoczów (deutsch: Skotschau), einer Stadt in der polnischen Woiwodschaft Schlesien. Benannt ist die Kirche nach der Heiligen Dreifaltigkeit. 

## Geschichte
Im mittleren 16. Jahrhundert war durch Wenzel III. im Herzogtum Teschen die Reformation eingeführt und an der Pfarrkirche ein lutherischer Pfarrer eingestellt worden. Erst mit dem Beginn des Dreißigjährigen Kriegs und der gleichzeitig durchgesetzten Gegenreformation fand wieder eine Rekatholisierung statt.
Skoczów gehörte nicht zu der ersten Welle der neuen Gemeinden nach dem Toleranzpatent aus dem Jahr 1781. Erst mit dem 1861 von Kaiser Franz Joseph I. erlassenen nächsten Protestantenpatent, das den Evangelischen innerhalb des Habsburgerreichs die vollständige Gleichstellung zusicherte, konnte mit Planung und Bau einer eigenen evangelischen Kirche auf dem Wilamowice-Hügel begonnen werden. Wesentliche Unterstützung erfuhr das Bauvorhaben durch Baron Zobel aus Grodzietz und Vertreter des örtlichen Bürgertums, aber auch der preußische König Wilhelm I. trug finanziell zum Bau der Kirche bei. Mit dem Kirchenneubau wurde der Wiener Architekten Josef Horky beauftragt. 1863 begannen die Bauarbeiten, und am 1. November 1865 wurde die Kirche durch den schlesisch-mährischen Superintendenten Karl Samuel Schneider geweiht.
Nach dem Polnisch-Tschechoslowakischen Grenzkrieg von 1919 wurde Skotschau zusammen mit den an Polen gefallenen Gemeinden des ehemaligen Seniorats Schlesien der Evangelisch-Augsburgischen Kirche in Polen zugeordnet. Heute gehört die Gemeinde der Diözese Cieszyn an.

## Architektur
Die Dreifaltigkeitskirche ist eine in den Formen des Rundbogenstils erbaute dreischiffige Emporenhalle mit vorgestelltem, von einem Spitzhelm bekröntem Turm und einem rechteckigen Altarhaus mit seitlich angefügten Sakristeiräumen. Der Kirchenraum wird von den doppelgeschossig eingebauten Emporen beherrscht, das Mittelschiff ist von einem Muldengewölbe überdeckt. Im tonnengewölbten Altarraum befindet sich ein monumentaler Kanzelaltar mit einer Darstellung des Abendmahls.
Bei ihrer Fertigstellung hatte die Kirche zunächst eine Orgel der Firma Szymon Antoni Sapalski aus Krakau erhalten, die 1929 durch das jetzige Instrument von Dominik Biernacki aus Włocławek ersetzt wurde.